# Los Álamos (Piura)
Los Álamos es una localidad peruana ubicada en el distrito de San Miguel de El Faique, perteneciente a la provincia de Huancabamba del departamento de Piura, al norte del Perú. 

## Ubicación
Los Álamos se ubica al oeste de la provincia de Huancabamba, en el distrito de San Miguel de El Faique, en el departamento de Piura.

## Demografía
En 2017 Los Álamos tenía una población de 33 habitantes.
| Gráfica de evolución demográfica de Los Álamos entre 1993 y 2017 |
|                                                                  |
| Fuentes: Población 1993 y 2017                                   |